# 李義壯
李义壮（1488年—？年），字稚大，號三洲，廣東廣州府南海縣人，民籍。

## 生平
治《詩經》，行三，正德五年（1510年）廣東鄉試第二十名舉人，年三十六歲中式嘉靖二年（1523年）癸未科會試第五十八名，第三甲第二百四十名進士。初授浙江仁和县知县，在任三年，擢升户部主事，管理临清钞关，改礼部儀制司主事，历员外郎，十六年（1537年）十一月出为广西督学佥事，二十年二月轉湖广副使，兵备辰沅。二十三年五月升四川左参政，历福建按察使、湖广右布政使，二十六年闰九月擢升都察院右佥都御史、巡抚贵州。当时征讨銅仁叛苗，与总督张岳意见相左，二十八十一月被罢职回籍听调。著有《三洲初稿》十五卷行于世。

## 家族
曾祖李政。祖父李俊。父李春芳。母陈氏。永感下。兄李東，知州；李义震；李义復；弟李义泰。子李成性，嘉靖四十三年甲子科乡试第一名（解元）。